# Derek Sherinian
Derek Sherinian est un claviériste américain d’origine arménienne né le 25 août 1966 à Laguna Beach en Californie. Il a été membre, entre autres, de Dream Theater, et est actuellement membre permanent de Planet X. Il est fondateur de Black Country Communion et de Sons of Apollo.

## Biographie
En 1994, à la suite du départ du claviériste de Dream Theater, Kevin Moore, juste après la sortie de l'album Awake, le groupe l'embauche pour la tournée mondiale Awake Tour 94, puis l'intègre en tant que membre permanent à la fin de la tournée. Derek participe avec Dream Theater aux albums A Change of Seasons et Falling Into Infinity. Le concert au Bataclan à Paris en juin 1998 marque la fin de sa collaboration avec Dream Theater, au sein duquel il est remplacé par Jordan Rudess. Le disque de ce concert est sorti sous le nom Once In A LIVETime. Il poursuit ensuite une carrière solo et a publié sept albums solo.
Fin 2023, Derek Sherinian et Bumblefoot annoncent la création de leur supergroupe Whom Gods Destroy. Aux côtés du claviériste et du guitariste, on trouve le chanteur Dino Jelusić, le bassiste Yas Nomura et le batteur Bruno Valverde. Insanium, le premier album du groupe, sort en mars 2024 chez InsideOut Music,.

## Discographie

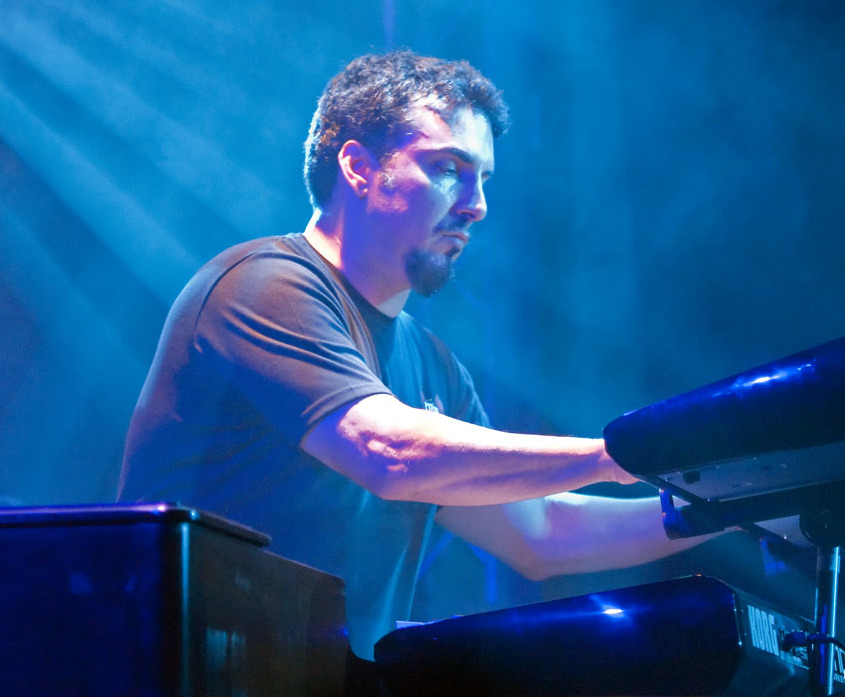
Derek Sherinian en concert avec Mike Portnoy, Billy Sheehan et Tony MacAlpine en 2012 à Zoetermeer (Pays-Bas).

### Solo
- 1999 : Planet X
- 2001 : Inertia
- 2003 : Black Utopia (avec Al Di Meola)
- 2004 : Mythology
- 2006 : Blood of the Snake
- 2009 : Molecular Heinosity
- 2011 : Oceana
- 2020 : The Phoenix

### Avec Alice Cooper
- 1994 : The Last Temptation

### Avec Yngwie Malmsteen
- 2002 : Attack!!
- 2008 : Perpetual Flame

### AvecPlanet X
- 2000 : Universe
- 2002 : MoonBabies
- 2002 : Live From Oz
- 2007 : QUANTUM

### AvecDream Theater
- 1995 : A Change of Seasons
- 1997 : Falling Into Infinity
- 1998 : Once in a LIVEtime (live)

### AvecPlatypus
- 1999 : When Pus Comes To Shove
- 2000 : Ice Cycles

### AvecJughead
- 2002 : Jughead

### AvecBlack Country Communion
- 2010 : Black Country
- 2011 : 2
- 2012 : Afterglow
- 2017 : BCCIV

### AvecKsiz
- 2012 : Nerve of War

### AvecApple Pie
- 2013 : The Gates of Never (en feat. sur le titre éponyme)

### AvecSemantic Saturation
- 2013 : Sollipsitc

### AvecSons of Apollo
- 2017 : Psychotic Symphony
- 2020 : MMXX

### AvecWhom Gods Destroy
- 2024 : Insanium (InsideOut Music)

### Collaboration
- 2013 : The Many Faces of Pink Floyd : A Journey Through the Inner World of Pink Floyd - Claviers sur Welcome to the Machine.
- 2013 : Unblackened - claviers pour l'enregistrement de l'album live avec le groupe Black Label Society
- 2019 : Franck Carducci - The Answer - Claviers sur Asylum.
- 2022 : STR8 - Claviers sur Last Goodbye

### Sources
- (en) Joe Lalaina, « King of the Keys: Derek Sherinian », Guitar World,‎ 17 septembre 2007 (lire en ligne)